# Schwarzach (Badenia-Wirtembergia)
Schwarzach – miejscowość i gmina Niemczech, w kraju związkowym Badenia-Wirtembergia, w rejencji Karlsruhe, w regionie Rhein-Neckar, w powiecie Neckar-Odenwald, wchodzi w skład związku gmin Kleiner Odenwald. Leży w Odenwaldzie, ok. 10 km na północny zachód od Mosbach.